# NGC 5703
NGC 5703 (ook: NGC 5709) is een balkspiraalstelsel in het sterrenbeeld Ossenhoeder. Het hemelobject werd op 16 mei 1784 ontdekt door de Duits-Britse astronoom William Herschel.

## Synoniemen
- UGC 9435
- MCG 5-35-3
- ZWG 164.6
- IRAS 14366+3039
- PGC 52343